# 夏庆友
夏庆友，西南大学蚕学与生物技术学院院长、教授，主要从事特种经济动物饲养等方面的研究工作。入选中华人民共和国教育部第七批"长江学者"特聘教授、“百千万人才工程”国家级人选。